# Thomas Geitner
Thomas Geitner (* 14. März 1955 in Heidenheim) ist ein deutscher Manager. 

## Leben und Wirken
Nach dem Abitur in Aalen 1974 und dem Wehrdienst studierte Geitner an der TU München und machte seinen Abschluss als Diplom-Ingenieur für Maschinenbau und 1982 seinen MBA am Europäischen Institut für Unternehmensführung in Fontainebleau.
Bis 1991 arbeitete er bei der Heidelberger Druckmaschinen AG als Leiter von Produktion und Technik. Im Jahre 1992 wechselte er als Vorstandsmitglied zur Leybold AG, um die Sparte Vakuum-Komponenten am Standort Köln zu leiten. Ende 1995 wurde er Vorstandsvorsitzender der beiden RWE-Töchter Rheinelektra und Lahmeyer AG und bewerkstelligte deren Fusion. Danach wechselte er in den Vorstand der RWE AG, in dem er ab 1997 für das Maschinenbau- und das Telekommunikationsgeschäft verantwortlich war. Am 15. Juli 1998 wurde er Chef der Telekomgesellschaft o.tel.o communications, die im folgenden Jahr von Mannesmann Arcor übernommen wurde. 
Nach der Übernahme von Mannesmann durch Vodafone im Jahre 2000 wechselte Geitner in den internationalen Konzernvorstand des britischen Mobilfunkkonzerns Vodafone Group PLC, in dem er für länderübergreifende Projekte verantwortlich war. Er wechselte 2005 in die Vodafone-Konzernzentrale nach Newbury. Von April 2006 bis Dezember 2006 war er dort für den Bereich „Neue Geschäfte und Innovationen“ verantwortlich, zu dem die Festnetztochter Arcor gehört. Wegen Auseinandersetzungen mit der Konzernspitze verließ Geitner 2008 das Unternehmen Vodafone.
Von 2007 bis 2009 war er Aufsichtsratsmitglied bei BBC Worldwide. Von März 2008 bis 2010 war Geitner im Vorstand bei der Henkel AG & Co. KGaA tätig. Von 2013 bis 2015 war er Aufsichtsratsmitglied bei Constantia Flexibles und von 2013 bis 2021 Aufsichtsratsmitglied bei Oxford Instruments.